# The Chicago Transit Authority (álbum)
Chicago Transit Authority es el álbum debut de la banda Chicago. Iniciaron su carrera bajo este nombre, sin embargo un año después lo cambiaron por el de Chicago, para evitar críticas y confusiones.
Fue lanzado al mercado en abril de 1969, este LP-doble contiene 12 temas, entre los cuales se encuentran los éxitos “Beginnings”, "Questions 67 and 68", “Does Anybody Really Know What Time It Is?”, con los que innovaron la industria de la música, siendo los primeros (junto con Blood, Sweat & Tears) en incorporar a la música rock el sonido de los metales, común de la música de Big Bands.
Este álbum fue producido por James William Guercio. La formación de la banda era: Terry Kath, Robert Lamm, Peter Cetera, Lee Loughnane, James Pankow, Walter Parazaider y Danny Seraphine.

## Lista de temas
1. Introduction (Terry Kath) - 6:36
2. Does Anybody Really Know What Time It Is? (Robert Lamm) - 4:36
3. Beginnings (Robert Lamm) - 7:52
4. Questions 67 And 68 (Robert Lamm) - 5:00
5. Listen (Robert Lamm) - 3:22
6. Poem 58 (Robert Lamm) - 8:40
7. Free Form Guitar (Terry Kath) - 6:54
8. South California Purples (Robert Lamm) - 6:11
9. I'm A Man (Steve Winwood / James Miller) - 7:41
10. Prologue, 29 de agosto de 1968 (James William Guercio) - 1:00
11. Someday (29 de agosto de 1968) (James Pankow / Robert Lamm) - 4:15
12. Liberation (James Pankow) - 15:42